# August Christian Prell
August Christian Prell, född den 1 augusti 1805 i Hamburg, död den 3 september 1885 i Hanau, var en tysk violoncellvirtuos. Han var son till Johann Nicolaus Prell. 

## Biografi
August Christian Prell föddes 1805. Han var son till cellisten Johann Nicolaus Prell. Prell var anställd som förste violoncellist vid kungliga kapellet i Hannover.